# 351P/Wiegert-PANSTARRS
351P/Wiegert-PANSTARRS, komet Jupiterove obitelji.  Predotkriven na snimkama.
Zadnja promatranja dopuštaju uspostaviti svezu s asteroidom (2007 R11) koji je otkrio kanadski astronom Paul Wiegert s Promatračnice Kanada-Francuska-Havaji 14. rujna 2007. godine, i jednog nebeskog objekta (1998 U8) nazočna na slikama programa LONEOS-a iz listopada 1998. godine.,. Radi se o jednom te istom objektu čiji orbitalni period je 9,33 godine. Primio je konačnu oznaku, 351P/Wiegert-PANSTARRS.